# ماريو ساتز
ماريو نوربرتو ساتز تيتيلبوم (بالإسبانية: Mario Satz)‏ ( مواليد 1944 في مقاطعة بوينس آيرس) هو فيلسوف وكاتب وشاعر إسباني أرجنتيني. اشتهر في الدوائر الأدبية الإسبانية كمحاضر وقائد ندوات.

## السيرة الذاتية والأدبية
ولد ماريو في مقاطعة كورونيل برينجلز في مقاطعة بوينس آيرس من عائلة من أصل يهودي. بعد أن أكمل تعليمه الثانوي في بلده الأصلي. سافر إلى أمريكا الجنوبية والولايات المتحدة و أوروبا. وقد عاش في القدس بين عامي (1970-1973)، حيث درس الكابالا ( تفسير باطني للتوراة يهودي الأصل)، ودرس الكتاب المقدس وعلم الإنسان وتاريخ الشرق الأدنى. وفي عام 1977 حصل على منحة من الحكومة الإيطالية للبحث في فلورنسا عن ملامح النهضة الإنسانية خلال عصر النهضة من خلال أعمال جيوفاني ميراندولا. حصل ماريو على الجنسية الإسبانية وأقام في برشلونة منذ عام 1978 حيث حصل على درجة البكالوريوس في الفلسفة الإسبانية (تشير إلى الدراسات الأكاديمية للغة والثقافة الإسبانية). بالإضافة إلى ذلك كتب عشرات المقالات، فهو مؤلف العديد من كتب الشعر. ويعيش حاليًا في إسبانيا.